# Maria Jansen
Maria Jansen is een Belgisch voormalig bowler.

## Levensloop
Jansen behoorde tot het 'team of five' (voorts samengesteld uit Jacqueline Coudère, Nora Haveneers, Tina Drees, Solange Devillers en Nicole Maes) dat zilver won op de Europese kampioenschappen van 1981 te Frankfurt am Main.
Op het EK van 1985 te Wenen behaalde ze samen met Nora Haveneers en Mia Heyninckx brons in het onderdeel 'trios'.